# Sienská škola

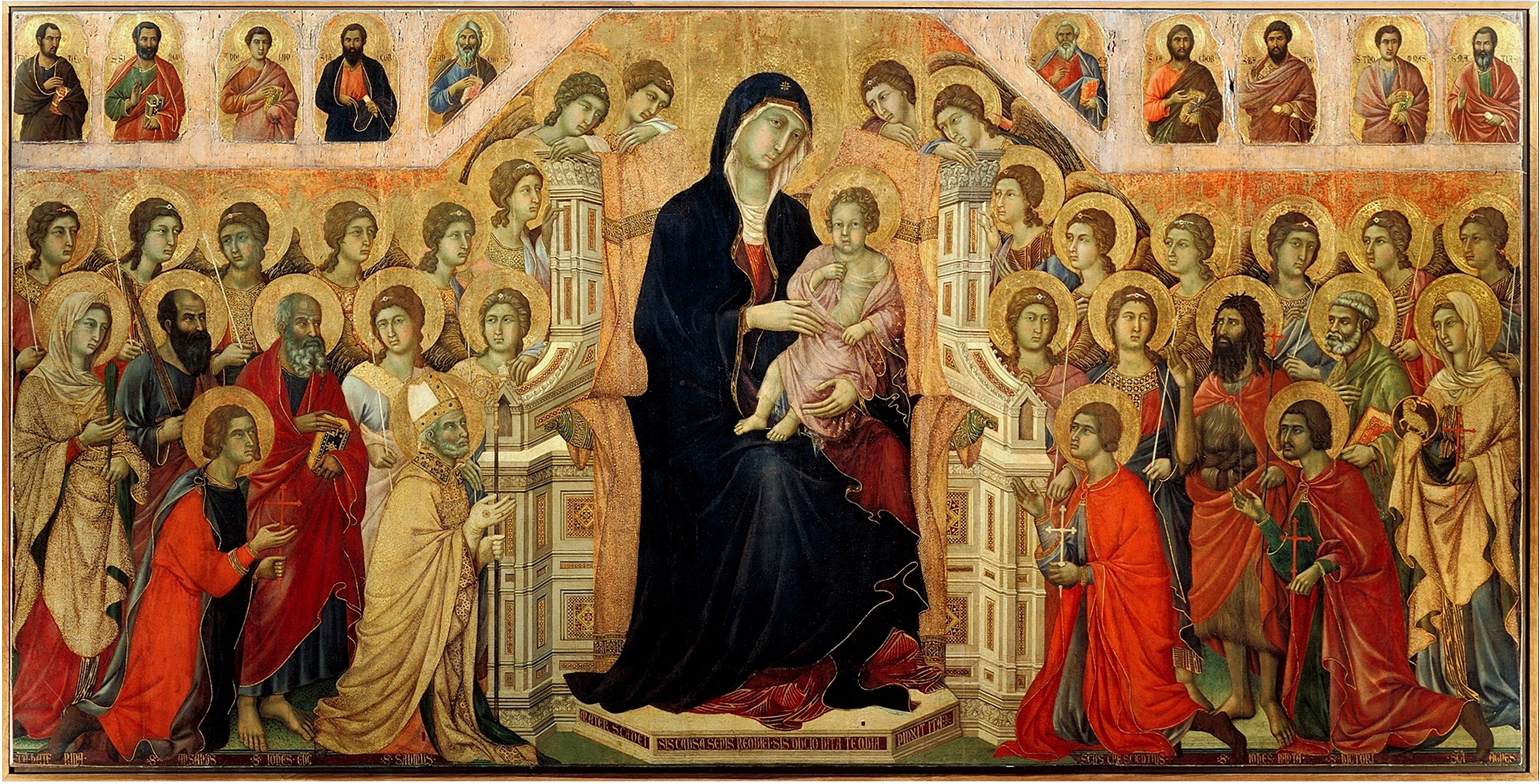
Maestà či Trůnící Madona od Duccia di Buoninsegni (1308-11) Tempera na dřevě, 214 x 412 cm, Museo dell'Opera del Duomo, Siena

Sienská škola je italská malířská škola, jež se v období mezi 13. a 15. stoletím rozvíjela v toskánském městě Siena. Ve 14. století zaujímala významné místo ve vývoji italského malířství. 
Proti nedaleké Florentské škole, s níž po určitou dobu soupeřila, se vyznačovala větším smyslem pro duševní a smyslové hodnoty a zálibou v dekorativním působení půvabných linií a nádherných barev, jak je tomu v gotickém malířství. Byla tak více konzervativní. V sienských obrazech ze 14. století žije ještě byzantský smysl pro krásu drahých materiálů.
K hlavním představitelům sienské malířské školy patřili Duccio di Buoninsegna (asi 1255–1318), Simone Martini (asi 1284– 1344) a jeho bratr Donato, Lippo Memmi (asi 1291– 1356) a Pietro (asi 1280– 1348) a Ambrogio (asi 1290–1348) Lorenzettiové. Simone Martini přinesl sienské umění nejen do Říma a Neapole, ale také do papežského paláce v Avignonu. Odtud pronikly charakteristické rysy sienského malířství do Francie a poté do dalších evropských zemí.
Ve 14. století pak sienského malířství ve spojení se západoevropskou tradicí zapůsobilo i na českou gotickou malbu.
V renesanci nehrála Siena žádnou významnější úlohu. Poskytla jen příležitost pro některé malíře jiných škol (S. Arentino, Sodoma, Pinturicchio).

## Seznam umělců

### 1251 až 1300
- Guido da Siena

### 1301 až 1350
- Duccio di Buoninsegna
- Segna di Buonaventura
- Niccolò di Segna
- Simone Martini
- Lippo Memmi
- Naddo Ceccarelli
- Ambrogio Lorenzetti
- Pietro Lorenzetti
- Bartolomeo Bulgarini
- Ugolino di Nerio
- Lippo Vanni

### 1351 až 1400
- Bartolo di Fredi
- Andrea Vanni
- Francesco di Vannuccio
- Jacopo di Mino del Pellicciaio
- Niccolò di Bonaccorso
- Niccolò di Ser Sozzo
- Luca di Tommè
- Taddeo di Bartolo
- Andrea di Bartolo
- Paolo di Giovanni Fei
- (Master of the Richardson Triptych)

### 1401 až 1450
- Benedetto di Bindo
- Domenico di Bartolo
- Giovanni di Paolo
- Gregorio di Cecco
- Martino di Bartolomeo
- Master of the Osservanza Triptych
- Pietro di Giovanni d'Ambrogio
- Priamo della Quercia
- Sano di Pietro
- Sassetta (Stefano di Giovanni)
- Lorenzo di Pietro (Vecchietta)

### 1451 až 1500
- Nicola di Ulisse
- Matteo di Giovanni
- Benvenuto di Giovanni
- Carlo di Giovanni
- Francesco di Giorgio Martini
- Neroccio di Bartolomeo de' Landi
- Pietro di Francesco degli Orioli
- Guidoccio Cozzarelli
- Bernardino Fungai
- Pellegrino di Mariano
- Andrea di Niccolò
- Pietro di Domenico

### 1501 až 1550
- Girolamo di Benvenuto
- Giacomo Pacchiarotti
- Girolamo del Pacchia
- Domenico Beccafumi
- Il Sodoma (Giovanni Antonio Bazzi)
- Riccio Sanese (Bartolomeo Neroni)

### 1601 až 1650
- Francesco Vanni
- Ventura Salimbeni
- Rutilio Manetti